# José Rafael Revenga (municipalité)
Pour les articles homonymes, voir Revenga.
José Rafael Revenga est l'une des dix-huit municipalités de l'État d'Aragua au Venezuela. Son chef-lieu est El Consejo. En 2011, la population s'élève à 48 800 habitants.

## Étymologie
La municipalité est nommée en l'honneur de l'homme politique sud-américain José Rafael Revenga, notamment ministre des Relations extérieures de Grande Colombie de 1825 à 1826 puis de 1827 à 1828.

## Géographie

### Subdivisions
Selon l'Institut national de statistique et contrairement à la plupart des municipalités du pays, la municipalité de José Rafael Revenga ne comporte aucune paroisse civile.